# Marzec 2024

## 31 marca
- Ekstremalna susza w południowej Afryce spowodowała, że ok. 20 milionów ludzi było zagrożonych głodem[1][2].

## 29 marca
- Inwazja Rosji na Ukrainę:
  - The The Telegraph stwierdził, że od rozpoczęcia drugiej rosyjskiej kampanii zimowej w październiku 2023 roku Rosja zajęła ok. 510 km² i ponosiła dziennie ok. 1000 ofiar[3].
  - Rosja uderzyła w kilka elektrowni na Ukrainie[4].
- W Orsku w obwodzie orenburskim, we wschodniej Rosji pękła tama, chroniąca miasto przed wodami rzeki Ural co doprowadziło do podtopienia ponad 2 tys. domów[5].
- Prezydent Polski Andrzej Duda podpisał ustawę zawieszającą uczestnictwo kraju w Traktacie o konwencjonalnych siłach zbrojnych w Europie[6].

## 28 marca
- Autobus przewożący chrześcijańskich pielgrzymów z Botswany rozbił się w Limpopo w Południowej Afryce, w wyniku czego zginęło 45 osób[7].
- Według lokalnych urzędników cyklon Gamane dotarł do Madagaskaru, zabijając co najmniej 11 osób i powodując rozległe powodzie[8].
- W wieku 87 lat zmarł Louis Gossett Jr., amerykański aktor, producent, reżyser i wokalista, laureat wielu nagród filmowych, w tym Oscara[9].

## 27 marca
- W wieku 90 lat zmarł Daniel Kahneman, izraelsko-amerykański psycholog, laureat nagrody Nobla w dziedzinie ekonomii[10].
- Otwarto kładkę pieszo-rowerową na Wiśle w Warszawie[11].

## 26 marca
- Doszło do zawalenia się mostu Francisa Scotta Keya w Baltimore w stanie Maryland w USA, na skutek uderzenia kontenerowca „Dali(inne języki)” w podporę główną. Sześć osób zmarło[12][13][14][15][16][17][18][19].

## 25 marca
- 17 osób znajdujących się w busie zginęło, a jedna została ranna, gdy pojazd zapalił się po zderzeniu z wywrotką w Antipas w Cotabato na Filipinach[20].
- Rada Bezpieczeństwa Organizacji Narodów Zjednoczonych przyjęła rezolucję nr 2728 wzywającą Izrael i Hamas do natychmiastowego zawieszenia broni w toczącym się konflikcie w Strefie Gazy podczas Ramadanu, prowadzącego do trwałego zawieszenia broni oraz do zwiększenia napływu pomocy humanitarnej i wzmocnienia ochrony cywili. Rezolucję przyjęto głosami 14 z 15 członków Rady, od głosu wstrzymały się Stany Zjednoczone, które też powstrzymały się od weta[21][22].
- Miał miejsce pożar oficyny, kamienicy przy ul. Brzeskiej 11 w Warszawie, która ujęta jest w gminnej ewidencji zabytków[23][24].

## 24 marca
- 23 osoby zginęły w wyniku burzy w stanach Espírito Santo i Rio de Janeiro w Brazylii[25].
- Inwazja Rosji na Ukrainę: Rosja przeprowadziła poważne ataki na Kijów i Lwów z wykorzystaniem rakiet Kindżał i dronów Shahed 136/131, uderzając w infrastrukturę głównego magazynu gazu na Ukrainie. Jedna z rakiet naruszyła przestrzeń powietrzną NATO nad Polską, co spowodowało poderwanie samolotów Sił Powietrznych RP[26][27][28].
- Zakończyły się rozgrywane w Montrealu Mistrzostwa Świata w Łyżwiarstwie Figurowym[29].

## 23 marca
- Inwazja Rosji na Ukrainę: 
  - Ukraińskie Siły Powietrzne przeprowadziły falę nalotów na Krym, po czym odnotowano kilka eksplozji w Sewastopolu. Rosyjscy urzędnicy stwierdzili, że nad półwyspem zestrzelono co najmniej 10 rakiet[30].
  - Rosyjskie wojsko stwierdziło, że zajęło wieś Iwaniwśke w obwodzie donieckim na Ukrainie[31].
- Zamach w Crocus City Hall w Krasnogorsku: Liczba ofiar śmiertelnych ataku na salę koncertową Crocus City Hall w Krasnogorsku wzrosła do co najmniej 137 osób. Władze rosyjskie podały, że aresztowano 11 podejrzanych, w tym czterech napastników, z kolei Państwo Islamskie, które przyznało się do ataku, stwierdziło, że napastnicy bezpiecznie się wycofali[32][33].
- Pierwszy raz w radomskim kościele ewangelicko-augsburskim odbyło się nabożeństwo z Sakramentem Ołtarza innego wyznania niż luterańskie (msza w obrządku Kościoła Starokatolickiego Mariawitów) i pierwsze nabożeństwo mariawickie w Radomiu[34].

## 22 marca
- Ok. 20:00 czasu lokalnego w Krasnogorsku pod Moskwą doszło do masowej strzelaniny i licznych eksplozji w hali koncertowej Crocus City Hall, w której miał się odbyć koncert rockowy[35][36]. Co najmniej 133 osoby zginęły, a ponad 145 zostało rannych po tym, jak czterech zamaskowanych napastników otworzyło ogień do ludzi zgromadzonych w hali[37][38]. Ministerstwo Spraw Zagranicznych Rosji nazwało ten incydent atakiem terrorystycznym[39]. Do ataku przyznało się Państwo Islamskie, co później zostało zweryfikowane przez Stany Zjednoczone[40][41].
- Przy kościele franciszkańskim Wniebowzięcia Najświętszej Marii Panny w Wilnie, odsłonięto pomnik Powstańców Styczniowych[42].

## 21 marca
- Rada Europejska zgodziła się rozpocząć rozmowy w sprawie członkostwa Bośni i Hercegowiny w Unii Europejskiej kilka dni po zaleceniu Komisji Europejskiej[43].

## 20 marca
- 12 osób zginęło, a osiem zostało uratowanych podczas eksplozji w kopalni w dystrykcie Harnai w Pakistanie[44].
- Inwazja Rosji na Ukrainę: Rosyjski pocisk przeciwokrętowy Ch-35 zabił pięć osób i ranił osiem kolejnych w dzielnicy przemysłowej Charkowa na Ukrainie[45].
- Michał Trębacz objął funkcję pełniącego obowiązki dyrektora Żydowskiego Instytutu Historycznego im. Emanuela Ringelbluma[46].

## 19 marca
- W wyniku uderzenia autobusu w ścianę tunelu na drodze ekspresowej w Linfen w Chinach zginęło 14 osób, a 37 zostało rannych[47].

## 17 marca
- Co najmniej 21 osób zginęło, a 38 zostało rannych w wypadku drogowym w dystrykcie Grishk w prowincji Helmand w Afganistanie[48].
- Armenia rozpoczęła proces wytyczania granicy w prowincji Tawusz w związku z żądaniami Azerbejdżanu o wycofanie wojsk ormiańskich z czterech spornych wiosek: Bağanis Ayrum, Aşağı Əskipara, Xeyrimli i Qızılhacılı. Premier Armenii Nikol Paszinian stwierdził, że brak kompromisu może skutkować wojną „pod koniec tygodnia”[49][50].
- Odsłonięto pomnik majora Hieronima Dekutowskiego w Bełżycach[51].

## 16 marca
- W Massachusetts General Hospital(inne języki) w Bostonie doszło do pierwszego przeszczepu nerki z genetycznie modyfikowanej świni człowiekowi[52][53].

## 15 marca
- Inwazja Rosji na Ukrainę: Co najmniej 20 osób zginęło, a co najmniej 73 zostały ranne w wyniku podwójnego rosyjskiego ataku rakietowego na Odessę[54].

## 14 marca
- Chorwacki rząd zagłosował za rozwiązaniem parlamentu, wymagając tym samym przeprowadzenia wyborów parlamentarnych w ciągu najbliższych dwóch miesięcy. Pierwotnie wybory parlamentarne miały odbyć się 22 września tego roku[55].
- Dania ogłosiła plany rozszerzenia poboru do wojska po raz pierwszy na kobiety i wydłużenia standardowego wymiaru służby[56].
- SpaceX z powodzeniem wystrzelił pierwszą rakietę Starship (najpotężniejszą rakietę, jaką kiedykolwiek zbudowano) z bazy Starbase w Teksasie w Stanach Zjednoczonych, po dwóch poprzednich nieudanych próbach. Rakieta osiągnęła wysokość ponad 200 km, ale uległa zniszczeniu podczas ponownego wejścia[57].

## 13 marca
- Parlament Europejski przyjął Akt w sprawie sztucznej inteligencji[58][59].

## 12 marca
- Inwazja Rosji na Ukrainę:
  - Legion Wolność Rosji, Batalion „Sybir” i Rosyjski Korpus Ochotniczy wkraczyły do obwodów biełgorodzkiego i kurskiego. Rosja stwierdziła, że ataki zostały odparte[60].
  - Ukraina wystrzeliła 25 dronów w rosyjskie miasta, uderzając w główną rafinerię ropy naftowej w obwodzie niżnonowogrodzkim[60].
  - Trzy osoby zginęły, a co najmniej 36 zostało rannych w wyniku rosyjskiego ataku rakietowego na budynki mieszkalne w Krzywym Rogu w obwodzie dniepropietrowskim[61].
- Ekspedycja naukowa do Koryta Nagród u wybrzeży Nowej Zelandii donosiła o odkryciu ponad 100 nowych gatunków[62].

## 11 marca
- Premier i p.o. prezydenta Haiti Ariel Henry, podczas pobytu na Portoryko po szczycie przywódców krajów Wspólnoty Karaibskiej, podał się do dymisji w związku z niemożnością powrotu do kraju wynikającą z trwających w Haiti ataków gangów i rosnącego chaosu[63].

## 10 marca
- Odtworzony centroprawicowy Sojusz Demokratyczny wygrał przyspieszone wybory parlamentarne w Portugalii[64].
- Odbyła się 96. ceremonia wręczenia Oscarów, statuetkę w kategorii Najlepszy film otrzymał film Oppenheimer w reżyserii Christophera Nolana[65].
- Obraz Głowa żony starego rolnika w białym kapeluszu autorstwa Vincenta van Gogha został sprzedany na aukcji za ponad 4,5 miliona euro[66].

## 9 marca
- 26 osób zginęło, a 11 kolejnych uznano za zaginione podczas gwałtownych powodzi w wioskach w prowincji Pesisir Selatan w prowincji Sumatra Zachodnia w Indonezji[67].
- Dziewięć osób zginęło, a jedna została ranna po zderzeniu furgonetki z naczepą ciężarówki w stanie Wisconsin w Stanach Zjednoczonych[68].
- Krystyna Pyszková została wybrana Miss World 2023[69].

## 8 marca
- Aktywistki klimatyczne z grupy „Ostatnie Pokolenie”, oblały farbą Pomnik Syreny w Warszawie na Powiślu[70].

## 7 marca
- Szwecja stała się 32. państwem członkowskim NATO[71][72].
- Prezydent Wołodymyr Zełenski zatwierdził kandydaturę generała Wałerija Załużnego na ambasadora Ukrainy w Londynie[73].

## 6 marca
- Sidiki Kaba zastąpił Amadou Ba na stanowisku premiera Senegalu[74].
- Nikki Haley wycofała się z udziału w prawyborach prezydenckich w Partii Republikańskiej w 2024 roku, nie popierając swojego głównego konkurenta, Donalda Trumpa. Oznaczało to de facto koniec tych prawyborów i zwycięstwo Donalda Trumpa[75][76].
- W Warszawie odbył się protest rolników sprzeciwiających się wprowadzaniu tzw. zielonego ładu oraz napływowi towarów z Ukrainy. Według stołecznego ratusza w proteście wzięło udział 30 tys. rolników[77].
- W Warszawie przeszedł marsz przeciwko przemocy pod hasłem „Miała na imię Liza”, zorganizowany w związku z tragiczną śmiercią 25-letniej Lizawety z Białorusi, która zmarła po brutalnym gwałcie przy ul. Żurawiej w Warszawie, w dniu 3 marca[78].

## 5 marca
- Premier Peru Alberto Otárola poddał się do dymisji po ujawnieniu kompromitujących go nagrań, zostając zastąpionym przez Gustavo Adrianzéna[79].
- Tamás Sulyok objął urząd prezydenta Węgier[80].
- Meta Platforms doświadczyła masowych przestojów w działaniu większości swoich usług, w tym Facebooka i Instagrama. Pojedyncze awarie zgłaszali także użytkownicy Google, X i Microsoft Teams[81].

## 4 marca
- Generał w stanie spoczynku dr Mieczysław Gocuł, objął obowiązki rektora Akademii Sztuki Wojennej[82].

## 3 marca
- W całym Pakistanie w wyniku ulewnych opadów, które spowodowały również osunięcia ziemi, zginęło 36 osób, a 50 zostało rannych[83].
- Shehbaz Sharif powrócił na urząd premiera Pakistanu[84].
- Jubileuszowy koncert Antoniego Wita w Filharmonii Narodowej w Warszawie, został przerwany przez dwie aktywistki ekologiczne[85].
- Zakończyły się 19. halowe mistrzostwa świata w lekkoatletyce, rozgrywane w Glasgow[86].

## 2 marca
- Inwazja Rosji na Ukrainę: Osiem osób, w tym dwoje dzieci, zginęło, a osiem kolejnych zostało rannych w ataku rosyjskiego drona na wieżowiec w Odessie na Ukrainie[87].
- W stolicy Haiti, Port-au-Prince, doszło do ucieczki ok. 4 tys. więźniów(inne języki) po tym, jak więzienie zostało zdobyte przez gangi[88][89].

## 1 marca
- Alexander Stubb zastąpił Sauliego Niinistö na stanowisku prezydenta Finlandii[90].
- W Iranie odbyły się wybory parlamentarne. Udział wzięło jedynie 40,6% uprawnionych do głosowania, co oznaczało najniższą frekwencję w historii[91].
- W Moskwie odbył się pogrzeb Aleksieja Nawalnego[92].